# Lenacapavir
El lenacapavir, comercializado con el nombre de Sunlenca, es un medicamento antirretroviral utilizado para tratar el VIH/SIDA. Se utiliza junto con otros fármacos en personas con enfermedad resistente a la medicación. 
Entre los efectos secundarios más frecuentes se encuentran las reacciones en el lugar de la inyección y las náuseas. Otros efectos secundarios puede ser el síndrome de reconstitución inmunitaria.
 Aunque no hay pruebas de que resulte perjudicial durante el embarazo, su uso no se ha estudiado en profundidad. Es un inhibidor de la cápside y actúa interfiriendo en varias fases del ciclo de vida vírico. 
El medicamento Lenacapavir fue aprobado para uso médico en Europa, Canadá y Estados Unidos en 2022.   En Estados Unidos cuesta alrededor de 42 250 dólares el primer año y 39 000 dólares cada año a partir de 2022.